# Rikke Rønholt
Rikke Michala Rønholt Albertsen (født Rikke Michala Rønholt 1. januar 1976) er en dansk management konsulent og atlet. Hun løber for Sparta. 

## Sportskarriere
Rikke Rønholt begyndte med atletik i Holte, da hun var 12 år. På det tidspunkt dystede hun i discipliner fra 80 meter løb til kuglestød og syv-kamp. Da hun løb sin første 400 meter hæk, var hun kun få hundredele af et sekund fra at klare kravet til junior-EM, og på den måde fandt hun frem til sin foretrukne disciplin. Efterfølgende blev hun udtaget til tre internationale juniormesterskaber, fik et scholarship til Florida University og vandt guld ved U/23-mesterskaberne i Turku i Finland i 1997, samme år hvor hun debuterede ved senior-VM i Athen. Efter en del alvorlige skader skiftede hun til 800 meter løb, og hun deltog i denne disciplin ved EM og VM.
Rønholt indstillede karrieren i 2008, men genoptog den i 2011 i forsøg på at kvalificere sig til OL i London det følgende år. Hun vandt DM på 800 meter samme år og DM indendørs i 2012 på samme distance, men det lykkedes hende ikke at kvalificere sig til OL, og hun har nu indstillet elitekarrieren.

## Privatliv
Hun har læst statskundskab på Københavns Universitet, som et "Eurocentrisk" supplement til sin Mastergrad i international jura fra Australian National University, og sin bachelor i International Relationsteori fra USA.
Nu arbejder hun med lederudvikling og desuden holder hun foredrag. Hun har udgivet bogen Bliv løber for livet (2011).
Hun er gift med Stig Albertsen med hvem hun har en søn.

## Danske rekorder
Seniorrekorder
- 400 meter: 52,84
- 400 meter hæk: 57,04
- 4 x 400 meter klubhold: 3.38,65 (23. juni 2001)

Seniorrekorder indendørs
- 400 meter inde 54,71
- 400 meter inde 54,76

U/23-rekorder
- 400 meter: 54,22
- 400 meter hæk : 57,04

Juniorrekorder
- 400 meter: 54,75
- 400 meter hæk: 57,71